# Sielsowiet Leninski (obwód brzeski)
Sielsowiet Leninski (biał. Ленінскі сельсавет, Leninski sielsawiet; ros. Ленинский сельсовет) – sielsowiet na Białorusi, w obwodzie brzeskim, w rejonie żabineckim, z siedzibą w Leninskim.

## Demografia
Według spisu z 2009 sielsowiet Leninski zamieszkiwało 2553 osób, w tym 2280 Białorusinów (89,31%), 142 Rosjan (5,56%), 108 Ukraińców (4,23%), 12 Polaków (0,47%), 7 osób innych narodowości i 4 osoby, które nie podały żadnej narodowości.
1 stycznia 2023 sielsowiet Leninski zamieszkiwało 2388 osób, mieszkających w 1107 gospodarstwach domowych. Największymi miejscowościami są Leninski (1656 mieszkańców), Czyżewszczyzna (204 mieszkańców) i Buśnie (195 mieszkańców). Liczba mieszkańców każdej z pozostałych wsi nie przekracza 100 osób.

## Geografia i transport
Sielsowiet położony jest w środkowowschodniej części rejonu żabineckiego. Od północnego zachodu graniczy z Żabinką. Największymi rzekami są Muchawiec i Trościanica.
Przez sielsowiet przebiega droga magistralna M1.

## Miejscowości
- agromiasteczko:
  - Leninski
- wsie:
  - Bohdany
  - Buśnie
  - Chodosy
  - Czyżewszczyzna
  - Filipowicze
  - Jeżyki
  - Myszczyce
  - Rohoźna
  - Szołuchy
  - Wólka